# Braquimetacarpia
La braquimetacarpia, también conocida como hipoplasia metacarpiana es un trastorno en el que uno de los huesos metacarpianos de la mano son anormalmente cortos. El equivalente de braquimetacarpia afectando al pie es la braquimetatarsia.

## Signos y síntomas
Cuando alguien con braquimetacarpia cierra el puño, el espacio donde debería estar la parte distal de un hueso metacarpiano afectado parece no estar presente, teniendo un parecido mayor a un agujero.
El síntoma principal de braquimetacarpia es la braquidactilia aparente del dedo arriba del metacarpiano, pero, mientras que una parte de los casos de braquidactilia son causados por el hipofalangismo o el braquifalangismo, hay otros casos que son causados por braquimetacarpia.

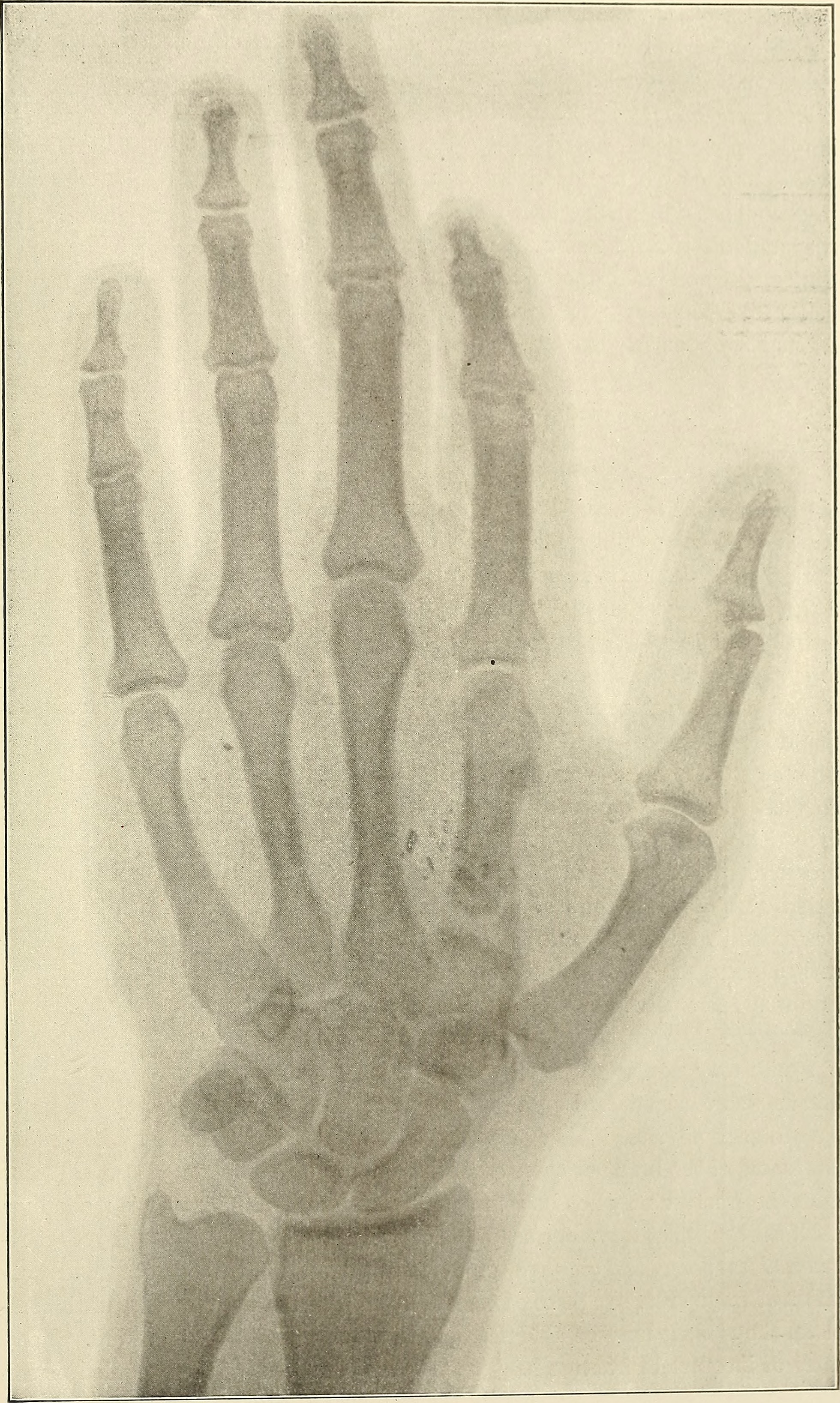
Radiografía de una mano con braquimetacarpia afectando al segundo metacarpiano la cual lleva como resultado a un dedo índice corto.

## Anatomía
Generalmente, cuando la braquimetacarpia es causa de la braquidactilia, la altura pequeña del metacarpo afectado es la que causa la falta de altura del dedo arriba del metacarpo, ya que en radiografias de dedos aparentemente cortos con braquimetacarpia, se puede observar que las falanges del dedo afectado son de altura normal, sin embargo, la altura del hueso metacarpo abajo de este es anormalmente corta, lo cual también afecta la "altura" del dedo, sin embargo, sí es posible que se presenten la braquimetacarpia y el braquifalangismo juntos.

## Causas
La braquimetacarpia tiene varias causas, desde congénita (mal desarrollo de un metacarpiano en el feto), genética/familiar (mal desarrollo de un metacarpiano causado por una mutación genética tanto esporádica como una que ha sido transmitida a lo largo de varias generaciones), y adquirida.
La causa anatómica de la braquimetacarpia (en su versión congénita y/o familiar) es un cierre prematuro de la placa epifisaria del metacarpiano afectado, esto como consecuencia le da un alto al desarrollo del metacarpiano mientras que los otros metacarpianos se desarrollan correctamente.
Este trastorno suele ser idiopático, es decir, que no tiene causa exacta/definida, aunque también puede tener causas sindrómicas.

## Incidencia
La incidencia de la braquimetacarpia es de 1 en 1000 nacimientos vivos.
Esta afección es más común entre mujeres que en hombres, siendo 5 veces más común en ellas que en los hombres.
Generalmente se presenta bilateralmente, los metacarpos afectados más comúnmente son los cuartos y quintos metacarpos.